# GNU Go
GNU Go是自由軟体基金會所研發的圍棋軟體。它的原始碼具有可移植性，能夠輕易的編譯成GNU/Linux的軟件，也可移植到類 Unix 系統或Microsoft Windows和Mac OS X上運行。

## 簡介
GNU Go除了可以使用ASCII介面對弈外，另外支援兩種協定——圍碁數據機協議和圍碁文字協議，且可轉成圖形使用者介面對弈，目前存在許多GNU Go的圖形使用者介面。GTP也可在圍棋伺服器進行線上對弈（原先用在橋牌軟體上），在NNGS、KGS和其它平台，也有它的複製品在運行。

## 棋力
GNU Go等級分為0~10級，其中0級是最弱，10級是最強。在程式與玩家對弈圍棋時，9x9棋盤約有5到7級的強度，並且支援從5x5到19x19多種棋盤大小。
在級別的效能上，2009年，GNU Go曾與最頂尖的商業軟體在良好的硬體執行下一起比較，大約弱6到7子，但是此時一起比較的最強軟體，並非使用蒙地卡羅方法。
GNU Go在許多電腦圍棋競賽表現出色。例如它拿下2003年和2006年的奧林匹亞電腦競賽。

### CGOS
在CGOS上，GNU Go被當作基準分數，帳號為Gnugo-3.7.10-a1，固定Elo與BayesElo分數為1800分，並且常態性在上面對弈，以維持分數穩定性。

## 相關連結
- 電腦圍棋
- 圍棋軟體